# 1924-es NFL-szezon
Az 1924-es NFL-szezon volt az 5. National Football League szezon. 18 csapatos volt a bajnokság, 3 új klubbal, ezek a Frankford Yellow Jackets, a Kansas City Blues, és a Kenosha Maroons voltak. A Louisville Brecks, az Oorang Indians, a St. Louis All Stars, a Toledo Maroons és a Cleveland Indians megszűntek.
A szezon kezdete előtt a már megszűnt Cleveland Indians tulajdonosa megvásárolta a Canton Bulldogs csapatát, és Clevelandbe költöztette azt. Az új csapat, a Cleveland Bulldogs lett az NFL bajnoka 7-1-1-es mérleggel.

## Végeredmény
GY = Győzelmek, V = Vereségek, D = Döntetlenek, SZ= Győzelmi százalék (Győzelmek/Győzelmek+Vereségek)
Megjegyzés: 1972-ig a döntetleneket nem számolták bele az végeredménybe.
| Team                     | W  | L | T | PCT  |
| ------------------------ | -- | - | - | ---- |
| Cleveland Bulldogs       | 7  | 1 | 1 | .875 |
| Chicago Bears            | 6  | 1 | 4 | .857 |
| Frankford Yellow Jackets | 11 | 2 | 1 | .846 |
| Duluth Kelleys           | 5  | 1 | 0 | .833 |
| Rock Island Independents | 5  | 2 | 2 | .714 |
| Green Bay Packers        | 7  | 4 | 0 | .636 |
| Racine Legion            | 4  | 3 | 3 | .571 |
| Chicago Cardinals        | 5  | 4 | 1 | .556 |
| Buffalo Bisons           | 6  | 5 | 0 | .545 |
| Columbus Tigers          | 4  | 4 | 0 | .500 |
| Hammond Pros             | 2  | 2 | 1 | .500 |
| Milwaukee Badgers        | 5  | 8 | 0 | .385 |
| Akron Pros               | 2  | 6 | 0 | .250 |
| Dayton Triangles         | 2  | 6 | 0 | .250 |
| Kansas City Blues        | 2  | 7 | 0 | .222 |
| Kenosha Maroons          | 0  | 4 | 1 | .000 |
| Minneapolis Marines      | 0  | 6 | 0 | .000 |
| Rochester Jeffersons     | 0  | 7 | 0 | .000 |